# Ribizke-tapló
A ribizke-tapló, vagy ribiszketapló (Phylloporia ribis) a Hymenochaetaceae családba tartozó, az északi féltekén elterjedt, erdei bokrok parazitájaként élő, nem ehető gombafaj. 

## Megjelenése
A ribizke-tapló termőteste konzolos, félkör alakú, 5-20 (30) cm széles, a tövénél 0,5-2 cm vastag. Az egymás melletti, fölötti termőtestek gyakran összenőnek. Széle éles, hullámos. Színe sárgás-, rozsda- vagy feketésbarna, széle fiatalon sárgásbarna. Felülete eleinte bársonyos, idősebben csupasz, gyakran körkörösen barázdált, rücskös. Az idős tapló algáktól zöldes lehet. 
Alsó termőrétege csöves. A pórusok kerekdedek, nagyon szűkek (5-7 db/mm). Színe sárgás-, fahéj- vagy rozsdabarnás. 
Húsa szívós, kemény; színe barna, rozsdabarna. Az idősebb példányokban egy fekete sáv két rétegre választja, közülük az alsó sötétebb. Íze és szaga nem jellegzetes.
Spórapora rozsdabarna. A spórák kerekdedek, méretük 1,8-2,8 µm.

### Hasonló fajok
Termőhelye alapján jól azonosítható.

## Elterjedése és termőhelye
Eurázsiában, Észak-Amerikában és Afrikában egyaránt előfordul. Magyarországon gyakori.
Parazita faj, természetes körülmények között leggyakrabban kecskerágó, ritkábban ribiszke, galagonya, som tövén él, néha teljesen körbenövi az ágat. A termesztett növények közül leginkább a ribiszkét támadja meg. A bokor faanyagában fehérkorhadást okoz, de nem túlságosan agresszív, a gazdanövény éveken át elélhet és terméshozamában sem mutat jelentős csökkenést. A termőtest egész évben látható.  

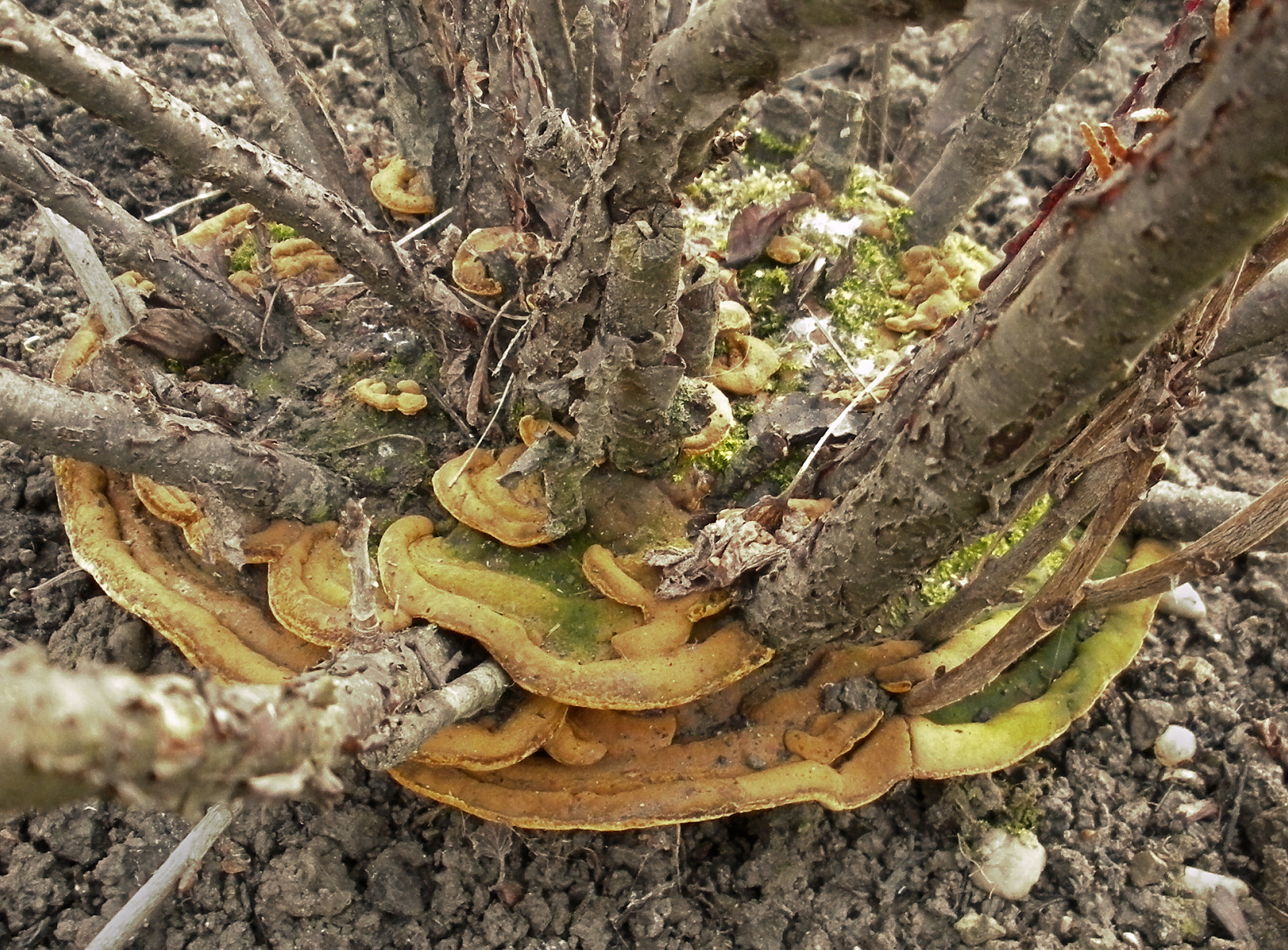
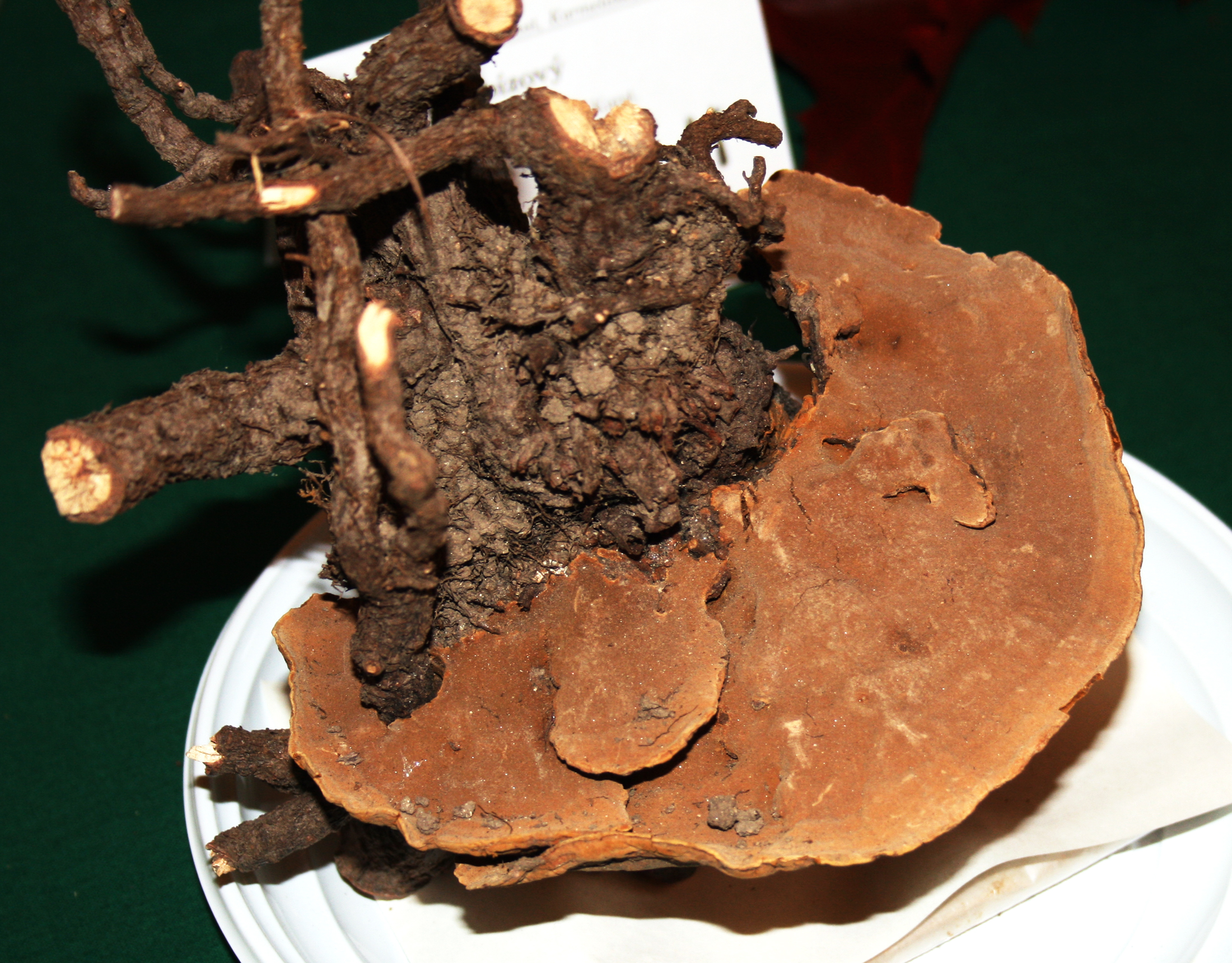
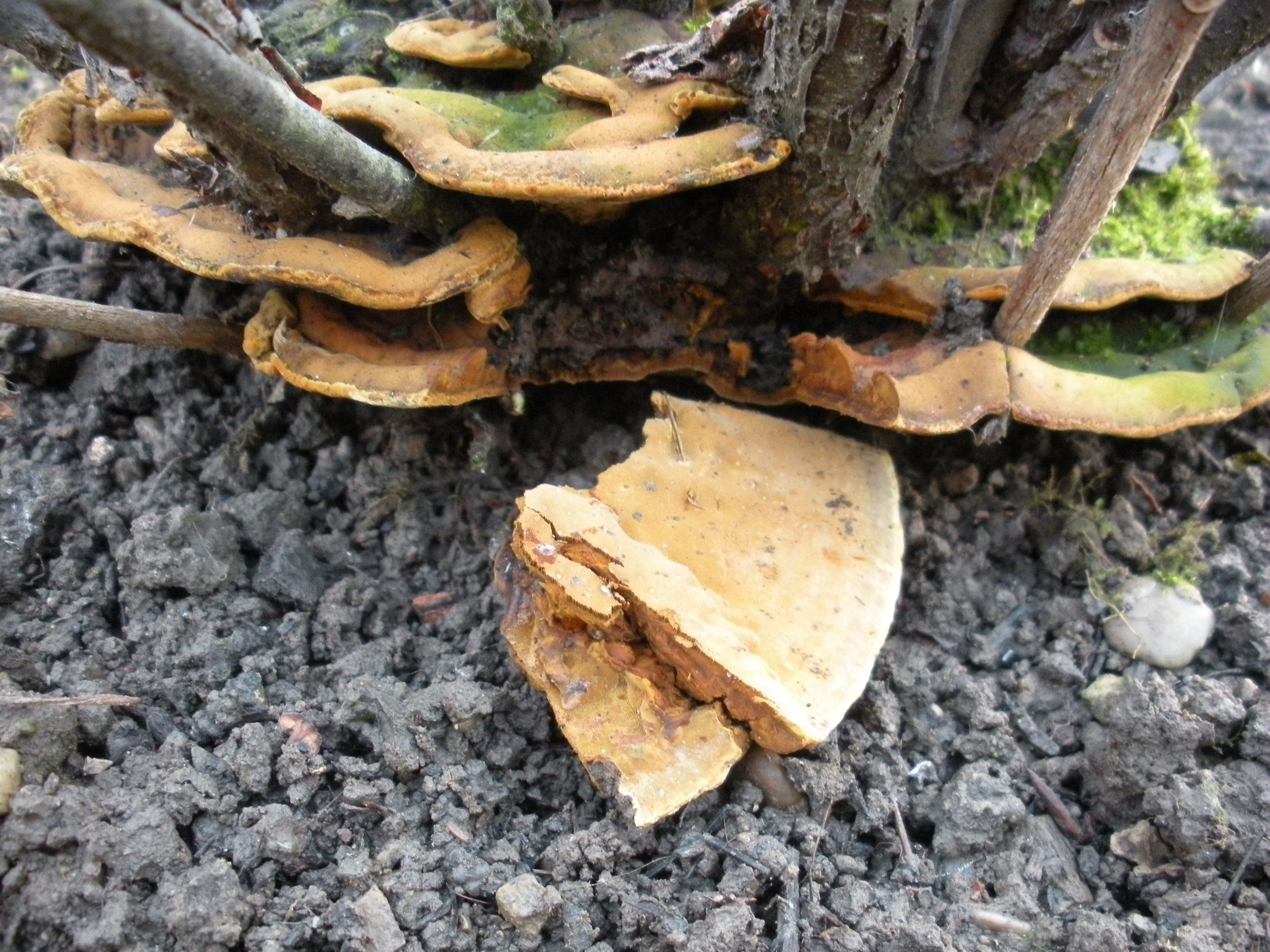
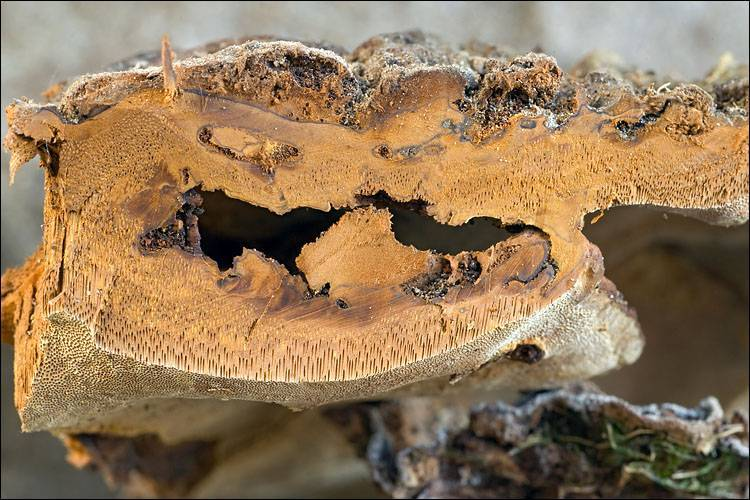
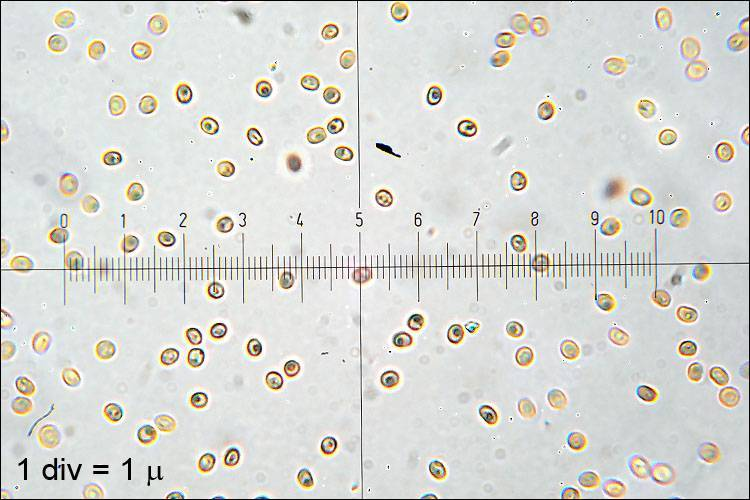

Nem ehető.   